# Viviane Greene
Viviane Greene (geborene Viviane Hoyt, * 19. Juni 1918 in Nacogdoches, Texas; † 10. Februar 1994) war eine US-amerikanische Rhythm-&-Blues- und Jazzpianistin und Sängerin.

## Leben und Wirken
Greene hatte bereits mit vier Jahren Klavierstunden und hatte früh erste Auftritte in Kirchen und bei öffentlichen Veranstaltungen. Schon mit 13 Jahren schloss sie die Highschool ab und besuchte dann das Prairie View A&M College, wo sie den Sänger Allen „Al“ Greene kennenlernte, den sie später heiratete. Gemeinsam zog das Paar nach Abschluss der Ausbildung nach Los Angeles. Greene strebte eine Karriere als Konzertpianistin an und studierte Musik an der University of Southern California, wo sie den Master erwarb.
Sie trat dann in Nachtclubs wie dem Lucky Spot in Hollywood auf; außerdem begleitete sie Herb Jeffries und Gladys Bentley. Ende 1947 nahm sie mit ihrem Quartett aus Nick Esposito (Gitarre), Commodore Lark (Bass) und Chuck Walker (Schlagzeug) in San Francisco eine Reihe von Titeln für das Label Trilon auf, das von Rene La Marre geführt wurde. Ihr erster Hit war die Eigenkomposition Honey, Honey, Honey, der später u. a. von Ray Charles, Hadda Brooks und Martha Davis gecovert wurde.
Zwischen 1948 und 1955 nahm Greene in Los Angeles Schallplatten für die Label Mercury, Modern, Decca (Solitude/Come On Let's Face It 1952) und Imperial auf; 1955 zog sie mit ihrem Mann nach Denver, wo beide ein Engagement im Rossonian Hotel hatten. In den folgenden Jahren trat sie in einem Fernsehprogramm auf, leitete einen Chor und führte ein Schallplattengeschäft. Greene spielte noch 1962 ein Album für das Label Finer Arts ein; ansonsten betätigte sie sich in den 1960er Jahren als Tutorin und Gesangs-Coach.
Ihre Tochter Susaye war ab 1976 Sängerin in der Gesangsband The Supremes.

## Diskographische Hinweise
- The Chronological Viviane Greene: 1947-1955 (Classics)